# سويت دريمز (أغنية دون غيبسون)
«سويت دريمز» (بالإنجليزية: Sweet Dreams )‏ أو أحلام سعيدة هي أغنية كانتري من تأليف دون غيبسون. سجل غيبسون الأغنية في عام 1955، حيق نجحت ودخلت العشرة الأوائل على قائمة أغاني الكانتري على مجلة بيلبورد، ولكن تجاوزتها في النجاح النسخة اتي قدمها فارون يونغ. أصدر غيبسون نسخة جديدة في عام 1960 بعد بنى نجوميته في عالم الموسيقى. حققت هذه النسخة النجاح أيضا وكانت أنجح من سابقتها  كما عبرت إلى قائمة البوب، حيث بلغت المركز الثالث والتسعين. أصبحت الأغنية من معايير موسيقى الكانتري، وسجلت نسخ أخرى بارزة من باتسي كلاين وإيمي لو هاريس.

## المركز
| القائمة (1956)                | أفضل موقع |
| ----------------------------- | --------- |
| قائمة بيلبورد لأغاني الكانتري | 9         |
| القائمة (1960)                | أفضل موقع |
| قائمة بيلبورد لأغاني الكانتري | 6         |
| بيلبورد هوت 100               | 93        |

## نسخة فارون يونغ
في صيف عام 1956، سجل فارون يونغ «سويت دريمز» وصل بها إلى المرتبة الثانية على قائمة أغاني الكانتري. وكانت هذه النسخة هي التي حققت لغيبسون شعبية ككاتب أغاني موهوب.

### المركز على القوائم
| القائمة (1956)                | أفضل موقع |
| ----------------------------- | --------- |
| قائمة بيلبورد لأغاني الكانتري | 2         |

## نسخة باتسي كلاين
في أوائل عام 1963، كانت باتسي كلاين تسجل أغاني ألبومها القادم، Faded Love، الذي كان من المقرر إطلاقه في أواخر مارس 1963. سجلت هذه الأغنية للألبوم في 5 فبراير. ، ولكن كلاين توفيت في حادث تحطم طائرة في 5 مارس وهي في طريق عودتها إلى المنزل من حفل خيري في مدينة كانساس سيتي في ميزوري لصالح عائلة كاكتوس جاك كول، وهو مشغل أغاني قتل في حادث سيارة، ولهذا لم يصدر الألبوم مطلقا. جمعت الأغاني فيما بعد وأصدرت على ألبوم كامل بعنوان Patsy Cline the Last Sessions في عام 1988.
بدلاً من ذلك، أصدرت شركة ديكا ريكوردز ألبوما مزدوجا بعنوان «قصة باتسي كلاين» The Patsy Cline Story في صيف عام 1963.
في عام 1963، تم إصدار الأغنية للجمهور وحققت نجاحا كبيرا ووصلت للمركز الخامس على قائمة الكانتري والمركز 44 على قائمة البوب والمركز 15 على قائمة الأغاني المعاصرة. تبعت هذه الأغنية أغنيتان أخريتان كان من المقرر إطلاقهما على ألبوم كلاين التالي: "Leavin 'on Your Mind" و "Faded Love" وحققتا النجاح أيضا.
قيل أن كلاين لم تحب استخدام الكمان الذي أدخله المنتج أوين برادلي في الأغنية لأنها كانت تخشى أن تكون تتبع أكثر موسيقى اليوب ولن تنجح مع جمهور الكانتري. ولكنها أعجبت بها عندما سمعت الشريط بعد الانتهاء من تسجيلها، ويقال أنها رفعت الأسطوانة أمام الطاقم وقالت انها أعجبت بالتسجيل من جلسته الأولى.
أصبحت الأغنية عنوان فيلم عن سيرة باتسي كلاين أنتج في عام 1985 من بطولة جيسيكا لانج بدور كلاين. تم إدخال الأغنية مع العديد من أغانيها الناجحة الأخرى في الفيلم. كما قامت بيفيرلي دانجيلو بغناء الأغنية عندما أدت دور كلاين في فيلم ابنة عامل المنجم عام 1978 عن حياة لوريتا لين.

### المركز على القوائم
| القائمة (1963)                | أفضل موقع |
| ----------------------------- | --------- |
| قائمة بيلبورد لأغاني الكانتري | 5         |
| بيلبورد هوت 100               | 44        |
| U.S. Billboard Easy Listening | 15        |

## نسخة تومي ماكلاين
النسخة التي حققت أكبر نجاح على قائمة بيلبورد لأغاني البوب هي النسخة التي سجلها تومي ماكلاين. تم إصدارها كأغنية منفردة في عام 1966، ووصلت للمركز 15 على القائمة، وهي الوحيدة التي دخلت الأربعين الأوائل.

### المركز على القوائم
| القائمة (1966)  | أفضل موقع |
| --------------- | --------- |
| بيلبورد هوت 100 | 15        |

## نسخة إيمي لو هاريس
كان تسجيل إيمي لو هاريس للأغنية الذي صدر عام 1975 هو الأنجح على قائمة بيلبورد لأغاني الكانتري حتى الآن. ظهرت الأغنية أول مرة على ألبوم هاريس، Elite Hotel، وتم إصدارها كثالثة أغنية تصدر من الألبوم في خريف عام 1976، حيث تصدّرت القائمة في ديسمبر.
| سبقه "Thinkin' of a Rendezvous" جوني دنكان        | أغنية رقم واحد على قائمة بيلبورد لأغاني اكانتري (نسخة إيمي لو هاريس) 25 ديسمبر 1976 – 1 يناير 1977 | تبعه "Broken Down in Tiny Pieces" بيلي كراش كرادوك         |
| سبقه "Every Face Tells a Story" أوليفيا نيوتن جون | أغاني رقم واحد على قائمة مجلة آر بي إم لأغاني الكنتري (كندا) ( نسخة إيمي لو هاريس) 15 يناير 1977   | تبعه "I Can't Believe She Gives It All to Me" كونواي تويتي |

## نسخة ريبا ماكنتاير
سجلت ريبا ماكنتير نسختها من الأغنية من ألبومها الثاني، "Out of a Dream"، في عام 1979. وكانت هذه أول أغنية لها تصل العشرين الأوائل، حيث بلغت المركز 19 على قائمة الكانتري. وظلت ماكنتاير تنهي حفلاتها لسنوات عديدة بالأغنية دون موسيقى.

### المركز على القوائم
| القائمة (1979)                        | أفضل موقع |
| ------------------------------------- | --------- |
| قائمة بيلبورد لأغاني الكانتري         | 19        |
| قائمة آر بي إم لأغاني الكانتري (كندا) | 46        |